# James Stopford, VII conte di Courtown
James Richard Neville Stopford, VII conte di Courtown (16 settembre 1877 – 25 gennaio 1957), è stato un ufficiale irlandese.

## Biografia
Era il figlio di James Stopford, VI conte di Courtown, e di sua moglie, Catherine Neville, Richard Neville, IV barone Braybrooke.

### Carriera
Combatté durante la Seconda guerra boera (1900-1901) e durante la prima guerra mondiale, con il grado di maggiore. Tra il 1927 e 1928 fu il sindaco di Aylesbury. Dopo la morte del padre nel 1933, ereditò il titolo di conte di Courtown e prese posto nella Camera dei lord.
Negli anni 1941-1947 fu il capitano del personale del Ministero della guerra. Ricoprì la carica di Lord luogotenente di County Wexford.

## Matrimonio
Sposò, il 26 aprile 1905, Cicely Mary Birch (1885-1973), figlia di John Birch. Ebbero sette figli:
- Lady Patricia Mary Stopford (1 febbraio 1906-29 luglio 2000), sposò Maurice Hayward, ebbero quattro figli;
- James Stopford, VIII conte di Courtown (24 novembre 1908-23 luglio 1973);
- Lady Rosemary Katharine Stopford (23 ottobre 1911-16 novembre 1992);
- Edward Richard Barrington Stopford (5 febbraio 1914-1990), sposò Anne Marie Elizabeth Douglas Henderson, ebbero tre figli;
- Lady Moyra Charlotte Stopford (7 settembre 1917-30 agosto 2008), sposò David Streatfeild, ebbero quattro figli;
- Lady Cecilia Norah Stopford (7 settembre 1917-18 giugno 2014), sposò Thomas Page, ebbero tre figli;
- Terence Victor Stopford (3 ottobre 1918-8 febbraio 1998), sposò Sheila Adèle Page, ebbero quattro figli.

## Morte
Morì il 25 gennaio 1957.

## Ascendenza
|                                          |                                                    |                                                   | Genitori                                        |  |  | Nonni |  |  | Bisnonni                                |  |  | Trisnonni                                 |  |
|                                          |                                                    |                                                   |                                                 |  |  |       |  |  | 8. James Stopford, IV conte di Courtown |  |  | 16. James Stopford, III conte di Courtown |  |
|                                          |                                                    |                                                   |                                                 |  |  |       |  |  | 8. James Stopford, IV conte di Courtown |  |  | 16. James Stopford, III conte di Courtown |  |
|                                          |                                                    | 17. Mary Scott                                    |                                                 |  |  |       |  |  | 8. James Stopford, IV conte di Courtown |  |  |                                           |  |
| 4. James Stopford, V conte di Courtown   |                                                    |                                                   |                                                 |  |  |       |  |  | 8. James Stopford, IV conte di Courtown |  |  |                                           |  |
|                                          |                                                    | 9. Charlotte Albina Montagu-Scott                 | 18. Charles Montagu-Scott, IV duca di Buccleuch |  |  |       |  |  |                                         |  |  |                                           |  |
|                                          |                                                    | 9. Charlotte Albina Montagu-Scott                 | 18. Charles Montagu-Scott, IV duca di Buccleuch |  |  |       |  |  |                                         |  |  |                                           |  |
|                                          |                                                    | 9. Charlotte Albina Montagu-Scott                 | 19. Harriet Katherine Townshend                 |  |  |       |  |  |                                         |  |  |                                           |  |
| 2. James Stopford, VI conte di Courtown  |                                                    | 9. Charlotte Albina Montagu-Scott                 |                                                 |  |  |       |  |  |                                         |  |  |                                           |  |
|                                          |                                                    | 10. George Milles, IV barone Sondes               | 20. Lewis Thomas Watson, II barone Sondes       |  |  |       |  |  |                                         |  |  |                                           |  |
|                                          |                                                    | 10. George Milles, IV barone Sondes               | 20. Lewis Thomas Watson, II barone Sondes       |  |  |       |  |  |                                         |  |  |                                           |  |
|                                          |                                                    | 10. George Milles, IV barone Sondes               | 21. Mary Elizabeth Milles                       |  |  |       |  |  |                                         |  |  |                                           |  |
| 5. Elizabeth Frances Milles              |                                                    | 10. George Milles, IV barone Sondes               |                                                 |  |  |       |  |  |                                         |  |  |                                           |  |
|                                          |                                                    | 11. Eleanor Knatchbull                            | 22. Edward Knatchbull, VIII baronetto           |  |  |       |  |  |                                         |  |  |                                           |  |
|                                          |                                                    | 11. Eleanor Knatchbull                            | 22. Edward Knatchbull, VIII baronetto           |  |  |       |  |  |                                         |  |  |                                           |  |
|                                          |                                                    | 11. Eleanor Knatchbull                            | 23. Mary Hawkins                                |  |  |       |  |  |                                         |  |  |                                           |  |
| 1. James Stopford, VII conte di Courtown |                                                    | 11. Eleanor Knatchbull                            |                                                 |  |  |       |  |  |                                         |  |  |                                           |  |
|                                          | 12. Richard Griffin Neville, III barone Braybrooke | 24. Richard Griffin Neville, II barone Braybrooke |                                                 |  |  |       |  |  |                                         |  |  |                                           |  |
|                                          | 12. Richard Griffin Neville, III barone Braybrooke | 24. Richard Griffin Neville, II barone Braybrooke |                                                 |  |  |       |  |  |                                         |  |  |                                           |  |
|                                          | 12. Richard Griffin Neville, III barone Braybrooke | 25. Catherine Grenville                           |                                                 |  |  |       |  |  |                                         |  |  |                                           |  |
| 6. Richard Neville, IV barone Braybrooke | 12. Richard Griffin Neville, III barone Braybrooke |                                                   |                                                 |  |  |       |  |  |                                         |  |  |                                           |  |
|                                          |                                                    | 13. Jane Cornwallis                               | 26. Charles Cornwallis, II marchese Cornwallis  |  |  |       |  |  |                                         |  |  |                                           |  |
|                                          |                                                    | 13. Jane Cornwallis                               | 26. Charles Cornwallis, II marchese Cornwallis  |  |  |       |  |  |                                         |  |  |                                           |  |
|                                          |                                                    | 13. Jane Cornwallis                               | 27. Louisa Gordon                               |  |  |       |  |  |                                         |  |  |                                           |  |
| 3. Catherine Neville                     |                                                    | 13. Jane Cornwallis                               |                                                 |  |  |       |  |  |                                         |  |  |                                           |  |
|                                          |                                                    | 14. Hector Graham-Toler, II conte di Norbury      | 28. John Toler, I conte di Norbury              |  |  |       |  |  |                                         |  |  |                                           |  |
|                                          |                                                    | 14. Hector Graham-Toler, II conte di Norbury      | 28. John Toler, I conte di Norbury              |  |  |       |  |  |                                         |  |  |                                           |  |
|                                          |                                                    | 14. Hector Graham-Toler, II conte di Norbury      | 29. Grace Graham                                |  |  |       |  |  |                                         |  |  |                                           |  |
| 7. Charlotte Graham-Toler                |                                                    | 14. Hector Graham-Toler, II conte di Norbury      |                                                 |  |  |       |  |  |                                         |  |  |                                           |  |
|                                          |                                                    | 15. Elizabeth Brabazon                            | 30. William Brabazon                            |  |  |       |  |  |                                         |  |  |                                           |  |
|                                          |                                                    | 15. Elizabeth Brabazon                            | 30. William Brabazon                            |  |  |       |  |  |                                         |  |  |                                           |  |
|                                          |                                                    | 15. Elizabeth Brabazon                            | 31. Elizabeth Phibbs                            |  |  |       |  |  |                                         |  |  |                                           |  |
|                                          |                                                    | 15. Elizabeth Brabazon                            |                                                 |  |  |       |  |  |                                         |  |  |                                           |  |